# Политическая социология
Политическая социология (социология политики или социальная политология) — специальная отрасль социологии. Является смежной дисциплиной, включая в себя области как политологического знания, так и социологического. Сформировалась в первой половине XX века после обособленного оформления политологии и социологии.
Выделяются также четыре уровня исследований политической социологии:
- на уровне международных отношений (политические конфликты и мировой политический процесс);
- на уровне государства (характер и роль государства в обществе);
- на уровне общественных отношений (природа и организация политических движений и партий);
- на личностном уровне (участие индивидов в политике).[1]

## Предмет и объект политической социологии
В ходе международного политологического коллоквиума, состоявшегося в 1948 году, был утверждён ряд аспектов, определённых как предметы изучения данной дисциплины:
- История политической мысли, теории, новые тенденции развития политических идей;
- Политические институты, их функции и место в жизни общества, взаимодействия между ними;
- Связь индивида и государства, каналы участия граждан в управлении страной;
- Социальные группы, образованные по политическим мотивам — партии, общества, объединения, профсоюзы;
- Мировая политика, международные отношения, правовое регулирование международных отношений и его связь с обществом в целом.[2]

В дальнейшем круг изучаемых вопросов расширился и стал также включать следующие предметы:
- взаимодействия политических и социальных систем в процессе функционирования и распределения власти;
- функционирования политических норм, ценностей, политических ожиданий, ориентаций и стремлений, свойственных различным социальным группам.

### Проблемы политической социологии
Кроме предметного поля данной дисциплины необходимым шагом на пути её становления было и определение тех проблем, которые должны находиться в рамках её исследований согласно предметам её изучения. Так, в 1957 году американскими политологами С. Липсетом и Р. Бендиксом были выделены следующие проблемы:
- Социальные вопросы государственного управления, проблема олигархизации политической элиты;
- Влияние социальных факторов на поведение электората и политическое участие;
- Процессы принятия политических решений;
- Проблема идеологического плюрализма, конфликтов на идеологической почве между политическими институтами и элитами.[2]

## История развития политической социологии
Контуры этой научной дисциплины начали оформляться ещё в трудах таких известных политических философов как Т. Гоббс, Дж. Локк, Ш. Монтескьё и многих других. Однако эти авторы затрагивали вопросы, сегодня связываемые с политической социологией, не вполне осознанно, при этом анализируя не только смену политических систем, способов производства, их эволюцию, но и, вместе с этим, то, как это развитие влияло на общество того времени.
Возникновение политической социологии обычно связывают с деятельностью Макса Вебера, который одним из первых осуществил социальный анализ власти, властных отношений и ввел классификацию типов господства в обществе (харизматическое, традиционное и рационально-легальное лидерство). Анализируя процесс функционирования бюрократии как структуры, управляющей государством, Вебер во многом опирался именно на социологические категории. Так, он разделял бюрократию на виды в зависимости от личностных качеств чиновников и их характеристик как социальной группы. Вебер считал, что идеальной является та бюрократия, в которой чиновничий аппарат представляет собой полноценную социальную группу, члены которой обладают единой идеологией, разделяют общие ценности, действуют в интересах общества, а не своих собственных, отчётливым чувством долга.
Оформление политической социологии как отдельной дисциплины также связано с именем М. Я. Острогорского — основоположника социологии политических партий. Им и ещё одним социологом Р. Михельсом были выявлены не только механизмы генезиса политических партий, но и закономерности их функционирования и развития. Так, Михельсом был разработан «железный закон олигархии», согласно которому в любой политической партии рано или поздно формируется иерархиезированная структура, элита, которая всё больше отделяется от рядовых членов партии и её приверженцев.
О становлении политической социологии нельзя говорить и без упоминания английского философа конца XIX века Уолтера Бэджгота. Будучи сторонником социологического эволюционизма, он сделал немалый вклад в формирование такого либерального направления как эволюционная этика, постулирующего, что только при обеспечении государством свобод возможно органическое развитие общества. По сути, государство должно обеспечивать «естественный отбор» наиболее эффективных демократических институтов. В своём анализе политических процессов Бэджгот в основном опирался на роль личности в истории, в данном случае политического лидера. Определял он политическое лидерство как способность индивида выстраивать отношения с народом, основанные на взаимной ответственности и доверии, а также восприимчивости лидера к классовым изменениям в обществе, динамике внутри своего электората. Философ провёл масштабные исследования исторических процессов с социолого-политического ракурса, предложил свою типологию вех политической истории общества, а также анализировал с тех же позиций государственные строи различных стран.
Одним из самых известных политических социологов двадцатого века был Сеймур Липсет. Он занимался изучением функционирования избирательной системы, политической элиты, лидеров и др. в демократических обществах. Кроме того, он провёл социологический анализ поведения избирателей в зависимости от их уровня дохода, социального статуса, образования и т. д.
Конец XX — начало XXI столетий ознаменовались множеством известных имён. Так, влиятельным исследователем в сфере политической социологии стал известный философ и социолог Пьер Бурдье. Учёный разделял сферу социальной реальности на субъективную и объективную. В первой он обращался к понятию габитуса, то есть набора сформировавшихся и устойчивых действий и установок, которые характерны для члена того или иного класса в тех или иных ситуациях. В частности, он выделил особенности агентов и политического габитуса, которые вынуждены менять свой набор действий в зависимости от ситуации. В объективном измерении философ выделял понятие поля — в некотором роде аналога сферы общественной жизни. Бурдье считал именно политическое поле местом столкновения всех других полей и их агентов, осуществляющих на этом поле борьбу за власть. Оно характеризуется поляризованностью, так как в нём всегда можно выявить тех, кто доминирует и кто подчиняется. Социолог выдвинул и специфическое определение самой политической власти: он считал, что она заключается в возможности манипулировать структурой общества, изменяя её, создавая новые группы.

## Политическая социология в России
В СССР исследования в области обществоведческих наук были существенно ограничены. Так, до 1960-х годов социология вообще признавалась ненаучной дисциплиной. Однако уже в 1970—1980-х гг. советские учёные начали проводить исследования в области политической социологии, которые касались в основном политического участия или активности. Несмотря на их идеологическую направленность, среди них есть актуальные и по сей день. Кроме того, в 80-х годах круг сфер для исследования был значительно расширен, были выявлены масштабные изменения в советском обществе, его отчуждение от действовавшего режима и многие другие резонансные факты.
Сегодня исследования и интересы российской политической социологии можно поделить на четыре аспекта:
1. Проблема поведения и сознания избирателей. Данный аспект особенно актуален ввиду того, что реальная выборность государственных органов власти была установлена совсем недавно, поэтому поведение людей в электоральном процессе представляется особенно интересным.
2. Изменения в политической культуре и социализации россиян в условиях смены политических режимов. Проводятся исследования того, как меняются ценности людей, как они приспосабливаются к новым политическим реалиям и др.
3. Исследования формирующегося гражданского общества и его активности. В частности, происходит изучение развития гражданского общества в условиях модернизирующегося мира, глобализации.
4. Функционирование политических институтов и органов власти. Изучается взаимодействие политической элиты и общества, проблемы в этой сфере.[7]